# Òscar II de Suècia
Òscar II Frederic de Suècia (Estocolm, 21 de gener de 1829 - 8 de desembre de 1907). Membre de la dinastia dels Bernadotte que fou rei de Suècia del 1872 fins a la seva mort i de Noruega del 1872 al 1905.

## Naixement i formació
Tercer fill del rei Òscar I de Suècia i de la duquessa Josefina de Leuchtenberg, era net per línia paterna dels primers reis suecs de la família dels Bernadotte, Carles XIV Joan i la seva esposa Desidèria de Suècia, i per línia materna del duc Eugeni de Beauharnais i de la princesa Amàlia de Baviera. En néixer rebé els títols de príncep de Suècia i de Noruega, amb el tractament d'altesa reial, i fou creat duc de Östergötland.
Als onze anys ingressà a la Marina Reial Sueca, en la qual assolí el 1845 grau de tinent de corbeta. Completà la seva formació amb una estada a la Universitat d'Uppsala, on fou guardonat pels seus estudis de matemàtiques.

## Casament i descendència
El 6 de juny de 1857 es casà amb la princesa Sofia de Nassau filla del duc Guillem de Nassau-Weilburg i de la princesa Paulina de Württemberg. La parella tingué quatre fills:
- SM el rei Gustau V de Suècia, nat a Estocolm el 1858 i mort el 1950 a la mateixa ciutat. Es casà amb la princesa Victòria de Baden.

- SAR el príncep Òscar de Suècia, nomenat duc de Gotland, nat a Estocolm el 1859 i mort el 1953. Es casà morganàticament amb la senyora Ebba Munck, per la qual cosa hagué de renunciar als seus drets i títols; aleshores fou nomenat comte de Wisborg. El fill petit d'aquest matrimoni fou el famós diplomàtic de Nacions Unides comte Folke Bernadotte, assassinat a Jerusalem per terroristes sionistes (1948).

- SAR el príncep Carles de Suècia, nomenat duc de Västergötland, nat a Estocolm el 1861 i mort el 1951. Es casà amb la princesa Ingeborg de Dinamarca.

- SAR el príncep Eugeni de Suècia, nomenat duc de Närke. Nasqué el 1865 a Estocolm i morí el 1947. Romangué solter.

## Regnat

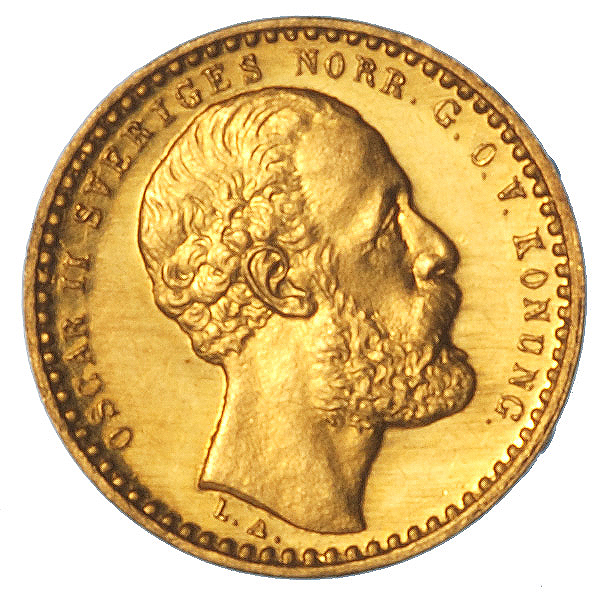
Moneda sueca-noruega de 10 corones amb l'efígie d'Òscar II.

Des de la seva ascensió al tron el 18 de setembre de 1872, a la mort del seu germà Carles XV, tingué un especial capteniment per a conservar la unió dels dos països, Suècia i Noruega. Prengué com a lema del seu regnat Brödafolkens val / Broderfolkenes Vel (El benestar dels pobles germans) i es feu coronar a la catedral de Trondheim, a Noruega. Tot i que residia a Suècia, estudià aplicadament el noruec, llengua que aconseguí parlar de forma fluida. Suportà amb tacte i enteresa que el Parlament d'Oslo el destronés el 7 de juny de 1905. El 26 d'octubre d'aquell mateix any renuncià al tron de Noruega, per bé que no permeté que cap membre de la dinastia Bernadotte hi accedís. Tanmateix poc abans de la mort d'Òscar II les relacions entre ambdós països van ser normalitzades.
Fou un monarca escrupolosament respectuós amb la constitució: se sotmeté a la voluntat del Parlament i que mantingué únicament la mínima quota de representació de l'Estat i de cap de l'Església Luterana Sueca.
El seu prestigi d'home intel·ligent i mesurat va fer que el Regne Unit, els Estats Units i Alemanya l'elegissin com l'àrbitre internacional per resoldre els afers anomenats de Samoa, que es disputaven aquest territori l'any 1899. Donà explícit suport a la Gran Bretanya en la Guerra Anglo-Bòer de 1899-1902.

## Intel·lectual
Diverses són les obres que aquest monarca publicà, sobretot de caràcter històric però també de caràcter líric. Són notables les seves traduccions de Johann Gottfried Herder i de Goethe. Fou traduïda a l'anglès la seva biografia del rei Carles XII de Suècia. Fundà el primer museu a l'aire lliure al seu palau de Cristiania, ara Oslo. A Estocolm feu construir en estil neobarroc la basílica Gustav Vasa per tal d'allotjar el monumental altar major (obra de Burchardt Precht, 1725) que havia estat rebutjat per la catedral d'Uppsala a causa de la seva imatgeria, discordant amb la litúrgia luterana.
Promogué i patrocinà, en unió de capitals privats, diverses expedicions a l'Àrtida i al nord de Groenlàndia.
L'any 1901 presidí el lliurament dels primers Premis Nobel, la dimensió internacional dels quals establí, més enllà de la voluntat testamentària del seu fundador, en vistes a la projecció de Suècia que comportaven.
Gran afeccionat al teatre, disposà que quan morís cap espectacle no se suspengués, cosa que fou respectada. Morí al Palau Reial d'Estocolm i fou sepultat al panteó real de la basílica de Riddarholmen.